# Lucius Julius Caesar Vipsanianus
Lucius Julius Caesar Vipsanianus (17 v.Chr.-2 n.Chr.), geboren als Lucius Vipsanius Agrippa, was de tweede zoon van Marcus Vipsanius Agrippa en Julia Caesaris maior. In het jaar van hun vaders dood (12 v.Chr.), adopteerde zijn grootvader langs moederskant Augustus hem en zijn broer Gaius. Hij en zijn broer werden opgevoed en opgeleid door hun grootouders.
Daar hij en Gaius de erfgenamen waren van Augustus hadden ze veelbelovende politieke en militaire carrières. Lucius stierf in Gallië aan een of andere ziekte in 2 n.Chr., achttien maanden voor de dood van zijn broer Gaius. Tiberius werd nu op zijn beurt geadopteerd als zoon en erfgenaam van Augustus.